# Jan Stephenson
Jan Stephenson, född 22 december 1951 i Sydney i Australien, är en professionell golfspelare.
Hon blev professionell på LPGA-touren 1974 efter att ha vunnit fyra tävlingar i Australien och samma år blev hon utsedd till årets nykomling. Hon har under sin karriär vunnit 16 tävlingar på LPGA-touren och sju tävlingar i Australien och Frankrike. Hon har vunnit tre majortävlingar.
Stephensons karriär har avbrutits två gånger på grund av obehagliga händelser. 1987 råkade hon ut för en bilolycka och 1990 bröt en rånare hennes vänstra ringfinger på två ställen.
Stephenson arbetar med banarkitektur och är engagerad i sjukvårdssociala frågor. Hon är bland annat hedersordförande i ett Multipel skleros-sällskap och medlem i en förening för ledgångsreumatiker.
Under en period hade Stephenson uppdrag som fotomodell.

## Meriter

### Majorsegrar
- 1981 du Maurier Classic
- 1982 LPGA Championship
- 1983 US Womens Open

### Segrar på LPGA-touren
- 1976 Sarah Coventry Naples Classic, Birmingham Classic
- 1978 Women's International
- 1980 Sun City Classic
- 1981 Mary Kay Classic, United Virginia Bank Classic
- 1982 Lady Keystone Open
- 1983 Tucson Conquistadores LPGA Open, Lady Keystone Open
- 1985 GNA Classic
- 1987 Santa Barbara Open, SAFECO Classic, Konica San Jose Classic

### Segrar på Womens Senior Golf Tour
- 2000 HyVee Classic

### Övriga segrar
- 1973: Australian Open
- 1977: Australian Open
- 1981: World Ladies
- 1983: JCPenney Mixed Team (med Fred Couples)
- 1985: Nichirei Ladies Cup, Hennessy French Open
- 1990: JCPenney/LPGA Skins Game